# Barbara Eve Harris
Barbara Eve Harris (nacida como Barbara Evadney Reid-Hibbert el 8 de marzo de 1959) es una actriz tobago-canadiense conocida por sus papeles secundarios en televisión. Es especialmente conocida por su papel de la agente del FBI Felicia Lang en la serie Prison Break.

## Vida y carrera
Harris nació en Tobago de padres jamaicanos, e inmigró con su familia a Canadá a la edad de seis. Creció y se educó en Ottawa. Ha hecho aproximadamente 60 apariciones televisivas y coprotagonizado en numerosos largometrajes.
Harris protagonizó en la serie canadiense Side Effects de 1994 a 1996, una interpretación por la que fue nominada al Premio Gemini para Rendimiento para Mejor Actriz en un papel dramático continuado. En la televisión estadounidense apareció como estrella invitada en Knots Landing, Party of Five, ER, The West Wing, The Practice, CSI: Miami, ER, JAG, Commander in Chief, Private Practice, Brothers & Sisters, Criminal Minds, NCIS, Rizzoli & Isles y Revenge. También ha aparecido en telefilms como Mujer perseguida (1993), Against Their Will: Women in Prison (1994) y Captive Heart: The James Minsk Story (1996).
Harris participó en la miniserie 10.5: Apocalypse (2006) y tuvo un papel recurrente como la agente del FBI Felicia Lang en Prison Break del 2006 a 2009 y más tarde apareció en Rotura de Prisión: La Rotura Final. Del 2011 a 2012 ella tuvo otro papel recurrente en CSI: Crime Scene Investigation como la sheriff Sherry Liston. 
En el 2014, Harris tuvo el papel de la teniente Marcia Roarke la serie de ABC Forever. Después de que ABC convirtiera el piloto en una serie serie, Harris fue despedida y Lorraine Toussaint la reemplazó como la nueva teniente.
Ahora tiene un papel recurrente como la comandante Emma Crowley en la serie Chicago P.D..

## Filmografía (Selección)

### Películas
- 1985: Secret Weapons (telefilm)
- 1985: Night Magic
- 1987: Ghost of a Chance (telefilm)
- 1988: The Return of Ben Casey (telefilm)
- 1993: Woman on Trial: The Lawrencia Bembenek Story (telefilm)
- 1994: Against Their Will: Women in Prison / Caged Seduction (telefilm)
- 1996: Captive Heart: The James Mink Story (telefilm)
- 1997: Dead Men Can't Dance
- 1999: 36 Hours to Die (telefilm)
- 2001: Picture Claire
- 2008: The Midnight Meat Train
- 2012: People Like Us
- 2012: The Amazing Spider-Man
- 2015: Born to be Blue
- 2016: Poor Richard´s Almanack
- 2017: Transformers: el último caballero
- 2017: Double Play

### Series
- 1994-1996: Side Effects (29 episodios)
- 2004-2004: Sex Traffic (Miniserie)
- 2006-2006: 10.5: Apocalypse (Miniserie)
- 2006-2009: Prison Break (19 episodios)
- 2015-2017: Chicago P.D. (16 episodios)
- 2016-2017: Chicago Fire (3 episodios)
- 2018: Sharp Objects (7 episodios)
- 2019-2022: Station 19 (6 episodios)
- 2020: Messiah (9 episodios)
- 2020: The Wilds (5 episodios)
- 2021: 9-1-1: Lone Star (2 episodios)
- 2023: Fubar (7 episodios)